# Hiyoshi (Ehime)
La Villa de Hiyoshi (日吉村 Hiyoshi-mura?) fue una villa del Distrito de Kitauwa en la Región de Nanyo (南予地方 Nanyo-chihō?) de la Prefectura de Ehime. Desaparece tras fusionarse junto al Pueblo de Hiromi del mismo Distrito para formar el Pueblo de Kihoku.

## Características
Se encontraba en la zona sur de la Prefectura de Ehime, 35 km al noreste de la Ciudad de Uwajima, y limitaba con la Prefectura de Kōchi.
La Ruta Nacional 197 (国道197号 Kokudō 197-gō?) que proviene del Pueblo de Shirokawa (actualmente es parte de la Ciudad de Seiyo ingresaba a la villa desde el norte y en el centro de la villa modificaba su rumbo hacia el este, hacia el Túnel de Takatogi (高研山トンネル Takatogi-tonneru?). Del otro lado del túnel se encuentra el Pueblo de Yushara (檮原町 Yusuhara-chō?) del Distrito de Takaoka (高岡郡 Takaoka-gun?), en la Prefectura de Kochi. La Ruta Nacional 320 (国道320号 Kokudō 320-gō?) se cruza con la Ruta Nacional 197, para luego dirigirse a lo que fue el Pueblo de Hiromi, bordeando el Río Hiromi (広見川 Hiromi-gawa?).
En la zona limítrofe de lo que fue la villa hay varias montañas que superan los 1,000 metros, entre las que se destaca el Takatogi (高研山?). Los montes ocupan el 93% de su superficie y sólo un 3% es apto para el cultivo.

## Historia
- 1890: Se fusionan las villas de Chichinokawa (父野川村 Chichinokawa-mura?), Kamioono (上大野村 Kamioono-mura?), Shimokagiyama (下鍵山村 Shimokagiyama-mura?), Kamikagiyama (上鍵山村 Kamikagiyama-mura?) y Hyugai (日向谷村 Hyūgai-mura?), formando la Villa de Hiyoshi.
- 2005: Deja de existir al fusionarse con el Pueblo de Hiromi del mismo Distrito para formar el Pueblo de Kihoku.

Tratándose de una villa de montaña, no podía eludir una fusión, por lo que buscó en principio coordinar sus pasos con el vecino Pueblo de Hiromi. La razón fue que ambos estaban comunicados por la Ruta Nacional 320 y formaban parte de la cuenca de uno de los afluentes del Río Shimanto, el Río Hiromi.
Se esperaba que los pueblos de Matsuno y Mima se sumaran a la fusión, pero esto no ocurrió y terminó siendo una pequeña fusión de un pueblo y una villa.
También existía la posibilidad de fusionarse con la Ciudad de Uwajima, pero esto significaría que quedarían a 40 km del centro, pasando a ser el extremo oriental de la Ciudad y comunicadas por un camino exigente. Además consideraron que la actividad forestal (principal actividad para la Villa) no lo era para la Ciudad de Uwajima.